# Marca's zijdeaapje
Het Marca's zijdeaapje (Mico marcai) is een zoogdier uit de familie van de klauwaapjes (Callitrichidae). De wetenschappelijke naam van de soort werd voor het eerst geldig gepubliceerd door Roberto Alperin in 1993.

## Voorkomen
De soort komt voor in Brazilië.